# Autobianchi Primula
Autobianchi Primula är en personbil från den italienska biltillverkaren Autobianchi, tillverkad mellan 1964 och 1970.

## Teknik
Sedan British Motor Corporation introducerat Minin och Austin/Morris 1100 med framhjulsdrift och tvärställd motor insåg Fiats chefskonstruktör Dante Giacosa att detta var framtidens koncept för familjebilar. Istället för att prova ut konstruktionslösningarna hos masstillverkaren Fiat valde han att börja med en Autobianchi. Utöver drivlinan kunde Primulan stoltsera med nymodigheter som kuggstångsstyrning, skivbromsar runt om och halvkombikaross. Hjulupphängningarna var däremot väl beprövade med tvärställd bladfjäder fram och en stel bakaxel upphängd i längsgående bladfjädrar. Autobianchi kunde även erbjuda en coupéversion, ritad av Carrozzeria Touring.

### Motor
| Modell | Motor              | Cylindervolym | Effekt   | Bränslesystem   |
| ------ | ------------------ | ------------- | -------- | --------------- |
| 1200   | 4-cyl radmotor ohv | 1221 cm³      | 59-65 hk | Enkel förgasare |
| 1400   | 4-cyl radmotor ohv | 1438 cm³      | 75 hk    | Enkel förgasare |